# Иван Минеков
Иван Минеков е съвременен български скулптор. Живее и работи в София.

## Биография
Иван Минеков е роден на 28 януари 1947 година в Пазарджик. Завършва Художествената академия „Николае Григуреску“ в Букурещ, Румъния в 1975 година под ръководството на професор Паул Василеску. В първите години на своята кариера Иван Минеков участва във всички общи изложби в България, както и в представителни изложби в чужбина. В периода между 1975 и 1990 година издига множество паметници в различни градове в България, измежду които родния му Пазарджик, Бургас, Русе и други. В същия период Минеков е включен в „Енциклопедия на изобразителните изкуства в България“.
През 1987 година Българската национална телевизия продуцира кратък филм за релефа му „Левски“, а през 1988 година прави документален филм за скулптора, който днес е част от златния фонд на БНТ. същата година негов проект е избран за символ на втория българо-съветски космически полет „Шипка ’88“.
Портретът на Дентън Кули (1990), основател на Тексаския сърдечен институт, както и интересът на Жорж Екли към младия скулптор отварят вратите му към плодовита интернационална артистична кариера.
През 1993 – 1994 година колекцията Харада, Токио, Япония, поръчва на Минеков да създаде портрет на художника Петър Михайлов.
През 1999 година от интереса на Минеков към митологически и исторически теми се ражда портретът на Димитър Пешев, в чест на великия български политик, спасил българските евреи през Втората световна война. На 25 януари 2000 година бронзовият бюст с гордост намира полагащото му се място в сградата на Съвета на Европа в Страсбург.
Днес творбите на Иван Минеков са притежание на частни колекции в Европа, САЩ, Израел и Япония.
През 2007 година Иван Минеков става един от малкото водещи български художници, включени в официалния уебсайт на Министерството на външнитеработи на Република България.
През 2008 година статуетката на Иван Минеков „Балерина" е поднесена като награда на XXIII Международен балетен конкурс във Варна.